# Diane Francis
Pour les articles homonymes, voir Francis.
Diane Francis (née le 7 novembre 1946 à Chicago) est une journaliste, animatrice de télévision et écrivaine canadienne.

## Biographie
Née à Chicago aux États-Unis, elle est devenue éditrice pour le Financial Post en 1991. Elle écrivait pour le National Post depuis 1998 lorsque Conrad Black a fusionné les deux journaux. Sa rubrique paraît trois fois par semaine. Elle est syndiquée de la chaîne Sun Media.
Francis est surtout connue pour ses points de vue économiques et politiques conservateurs. En 1996, elle a publié Maîtres Chanteurs Chez Nous !, un livre dans lequel elle alléguait des violations des droits de l'homme dans le mouvement souverainiste québécois. Ses livres sont très lus au Canada et ils provoquent régulièrement la colère chez les nationalistes du Québec.
Francis est membre de la fondation canadienne pour la recherche sur le SIDA et elle a travaillé dans le programme d'échange est-ouest de l'Université York. Elle a également été membre de la chambre ukrainienne-canadienne du commerce, la fondation collège George Brown et CARE Canada. Elle a aussi été la présidente honoraire de la campagne de financement du centre communautaire de l'Université Ryerson.
« Ils se plaignent et gémissent et endommagent notre économie. Ils complotent et combinent et rêvent de créer un état ethnocentrique francophone. Ils réécrivent l'histoire. Ils créent de toutes pièces des revendications pour les injustices récentes. Ils irritent les Canadiens anglais pour aider leur cause. Ils sont, en un mot, méprisables (despicable). »
— article du Financial Post - influent journal d'affaires canadien - écrit par sa rédactrice en chef Diane Francis, le 4 juillet 1996

## Distinctions
- Docteur honoris causa de l'université Saint Mary's (1997)
- Docteur honoris causa de l'université Ryerson (2013)[1]

## Ouvrages publiés
- Controlling Interest - Who Owns Canada, 1986
- Contrepreneurs, 1988
- The Diane Francis Inside Guide to Canada's 50 Best Stocks, 1990
- A Matter of Survival, 1993
- Maîtres chanteurs chez nous !: Fighting for Canada, 1996
- BRE-X: The Inside Story, 1998
- Immigration: The Economic Case, 2002
- Underground Nation, 2002
- Merger of the Century: Why Canada and America Should Become One Country, 2013